# Weitaugenbutt
Der Weitaugenbutt (Bothus podas) ist ein Plattfisch (Pleuronectiformes) und gehört zur Familie der Bothidae (Butte – auch Linksaugen-Flundern genannt). 

## Vorkommen
Der Weitaugenbutt kommt im Mittelmeer inklusive der Adria und im östlichen Atlantik von Angola bis Mauretanien, sowie bei Madeira, den Kapverdischen Inseln und den Kanaren vor. Er lebt gewöhnlich auf sandigem oder schlammigen Meeresgrund in 10–50 Metern Tiefe. In seltenen Fällen wurde er aber auch schon in Tiefen von 3–400 Metern gefunden.

## Merkmale

Bothus podas gesichtet in Tamariu (Spanien)

Der Weitaugenbutt kann eine maximale Länge von 45 cm und ein Maximalgewicht von 700 g erreichen, bleibt für gewöhnlich aber wesentlich kleiner. Wie bei den meisten Buttarten liegen die Augen auf der linken Körperseite, die mit Kammschuppen bedeckt ist. Die weißlich Unterseite hat Rundschuppen. Der Körper ist relativ hoch (deutlich über der halben Körperlänge). Im Vergleich zu anderen Plattfischen weist der Weitaugenbutt eine recht kleine Maulöffnung auf. Die Seitenlinie liegt nur auf der Augenseite und ist über der Brustflosse stark gebogen. Namensgebend für den Fisch ist der extrem weite Augenabstand, der bei männlichen Tieren deutlich weiter als bei weiblichen Fischen ist. Die Flossenstrahlen der oben liegenden Brustflosse sind nicht verlängert.
- Flossenformel: Dorsale 85–95, Anale 63–73.

## Systematik
Bothus podas wird in zwei Unterarten unterteilt:
- Bothus podas podas kommt im Mittelmeer und an der Küste des westlichen Afrika vor, ist auf der Augenseite hellbraun mit dunklen Punkten, hat helle, mit dunklen Flecken besetzte Augenstiele und 75 bis 86 Schuppen entlang der Seitenlinie, von denen 13 bis 20 im gebogenen Abschnitt oberhalb der Brustflosse liegen.
- Bothus podas maderensis kommt an den Küsten der Makaronesischen Inseln vor, ist auf der Augenseite dunkelbraun mit dunkel-violetten Punkten, hat dunkle, meist ungefleckte Augenstiele und 88 bis 91 Schuppen entlang der Seitenlinie, von denen 20 bis 21 im gebogenen Abschnitt oberhalb der Brustflosse liegen.

## Lebensweise
Der Weitaugenbutt ernährt sich von kleinen Fischen und Wirbellosen (Borstenwürmer, Stachelhäuter, Weichtiere). Er ist ein Einzelgänger, kommt aber oft in einer großen Individuendichte vor. Die Fortpflanzungszeit liegt im Mittelmeer in den Monaten Mai bis August, bei den Azoren vermehren sich die Fische von Juli bis September.